# Galina Lebedeva
Galina Lebedeva (em russo:  Гали́на Анато́льевна Ле́бедева; 6 de outubro de 1963) é uma ex-jogadora de voleibol da Rússia que competiu pela Equipe Unificada nos Jogos Olímpicos de 1992.
Em 1992, ela fez parte da equipe unificada que conquistou a medalha de prata no torneio olímpico.